# Royaume d'Imerina
1520–1817
(297 ans)
Entités suivantes :
- Royaume de Madagascar

Le royaume d'Imerina (en malgache : Fanjakan'Imerina) est un ancien État souverain, situé en Afrique australe, dans la partie centrale de l'île de Madagascar.

## Contexte historique
L'histoire de la région centrale de Madagascar remonte à l'époque où elle était peuplée par une communauté autochtone connue sous le nom de « Vazimba ». Les conflits territoriaux entre les Vazimbas et les Hova, arrivés ultérieurement dans l'île, aboutirent à la domination relative des territoires par les Hova, caractérisés par leur ingéniosité et leur organisation .
Le Royaume merina était établi dans la région nord-est de l'actuel pays merina ou Imerina. Les premiers souverains de cette région, remontant à la tradition, incluaient des figures telles qu'Andrianerinerina, Rafohy et Rangita, qui ont régné aux alentours du XIIe siècle et au XVIe siècle.
À la même époque, la partie occidentale du territoire merina, connue sous le nom d'Imamo, constituait également un royaume distinct. Ce n'est qu'au début du XIXe siècle qu'Andrianampoinimerina parvint à unifier définitivement le royaume merina, organisant ses territoires en unités sociopolitiques appelées fokonolona, et étendant son autorité sur l'Imamo et les territoires méridionaux.
L'avènement de la période « merina » allant du XVIIe à 1895 - correspondant à la naissance de la féodalité à Madagascar - fait suite à l'époque « néo-vazimba » sans qu'il y ait vraiment discontinuité entre les deux périodes. L'unification du territoire « merina » commence au XVIe siècle avec le Chef de clan vazimba-hova Andriamanelo, héritier de sa mère, Rafohy. Son fils Ralambo (vers 1575-1600), par mariage avec la fille d'un chef de clan du Nord de la région hova d'origine orientale, Rabib (Rabiby), fonde le Royaume de Imerina Roa Toko avec deux régions. Puis, le Roi Andriamasinavalona (vers 1675-1710) crée le Royaume de Imerina Efa-Toko avec quatre régions. Celle-ci ne devient cependant définitive qu’avec le roi Andrianampoinimerina (1778-1810). Enfin, le roi Radama Ier (1810-1828), fils et successeur de ce dernier, ambitionna de fonder un « Royaume de Madagascar » uni (Fanjakan' i Madagasikara), sans qu'il y soit entièrement parvenu.

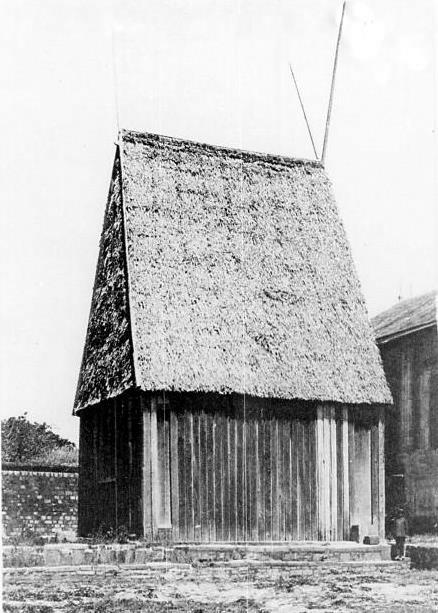
Besakana : la maison du roi Andrianampoinimerina dans le Rova d'Antananarivo Madagascar.

## Souverains
- 1520-1530 : Rangita (Rangitamanjakatrimovavy). Rangita avait choisi la colline d'Imerimanjaka, elle avait un royaume encore vague et sans fondement apparent.
- 1530-1540 : Rafohy. Rafohy n'est pas encore bien déterminée, mais elle aurait été peut-être la sœur ou la fille de Rangita. Selon les sources, elle aurait établi son règne à Alasora.
- 1540-1575 : Andriamanelo. Andriamanelo est le fils ainé de Rafohy. Selon les sources, Andriamanelo fut designé par Rafohy et Rangita comme premier dans la succession et qu'après lui, Andriamananotany son frère cadet prendrait le relais. Cependant, Andriamanelo pensa autrement.
- 1575-1600 : Ralambo. Au lieu de son frère cadet, Andriamanelo désigna son fils Ralambo. Malgré sa succession du souverain d'Alasora, Ralambo installa sa capitale à Ambohidrabiby.
- 1600-1610 : Andriantompokoindrindra, le fils ainé de Ralambo. Le siège de son royaume était établi sur la colline d'Ambohimalaza.
- 1610-1630 : Andrianjaka, le fondateur de la ville d'Antananarivo. Étant le frère cadet d'Andriantompokoindrindra d'Ambohimalaza, il lui succédera.
- 1630-1650 : Andriatsitakatrandriana (données manquantes).
- 1650-1670 : Andriatsimitoviaminiandriandehibe (données manquantes).
- 1670-1675 : Andrianjakatsitakatrandriana.
- 1675-1710 : Andriamasinavalona.
- 1710-1730 : Andriantsimitoviaminiandriana Andriandrazaka.
- 1730-1770 : Andriambelomasina.
- 1770-1787 : Andrianjafynandriamanitra.
- 1787-1810 : Andrianampoinimerina.
- 1810-1828 : Radama Ier.

## Expansion et apogée
Au début du XIXe siècle, le roi Andrianampoinimerina repousse les Bezanozano vers l'est, conquiert à l’ouest les royaumes de l’Imamo oriental et, après plusieurs batailles contre les Sihanaka et les Bezanozano, porte ses frontières à la limite orientale du plateau. Il conquiert ensuite le royaume d’Andrantsay, puis les quatre royaumes betsileo, qui ne parviennent pas à faire leur unité. Il obtient la soumission de Mikala, souverain du Ménabe, puis entre en relation avec Ravahiny, reine du Boina, et avec les chefs des royaumes antemoro qui étaient représentés par les membres du clan Anakara Andriamahazonoro, Ratsilikaina et Andriambita. C'est d'ailleurs grâce aux négociations menées par ces derniers que l'union entre le fils du roi, Ilaidama (futur Radama Ier), et la princesse Sakalave Rasalimo a été possible.

## Organisation politique et sociale
La structure sociale connaissait une forte hiérarchisation, allant du roi (mpanjaka) au sommet jusqu’aux « esclaves » (andevo, litt. « personnel de maison ») au bas de l'échelle sociale, en passant par les différentes catégories de nobles (andriana) et les gens du commun (hova). Les mariages étaient en principe endogamiques, les unions devant s’effectuer uniquement à l’intérieur de chaque grande caste : les Andriana avec les Andriana, en suivant certaines règles précises, les Hova entre eux et les Mainti-enindreny avec d’autres mainty. Les andevos, initialement toutes personnes avilies à ce statut après délits où créances impayées - et ce peu importe leur origine -, se mariaient également entre eux. Les villages étaient gérés de manière démocratique et jouissaient d'une large autonomie dans le cadre de l’institution du fokonolona, une sorte de commune se reposant sur une base clanique.
Le noyau traditionnel du peuple merina (initialement, les Merina-Ambaniandro) était constitué par les deux grandes classes sociales dites « Andriana » (nobles) et  « Hova » (roturiers), établies par le Roi Ralambo au XVIe siècle. Les Andriana sont des rassembleurs et des bâtisseurs de royaume, comme le Roi Ralambo (vers 1757-1600) qui a créé le Royaume de l' Imerina Roa Toko, en rassemblant deux régions : Avaradrano et Vakinisisaony. Puis, le Roi Andriamasinavalona (1675-1700) créa le Royaume de l'Imerina Efa-Toko en rassemblant quatre régions: Avaradrano, Vakinisisaony, Marovatana, et Vonizongo.
À partir de l'achèvement de son unification sous le règne d'Andrianampoinimerina, l'Imerina se voit divisé en six grandes provinces ou toko :
1. L'Avaradrano, occupant l'angle Nord-Est, avec pour capitale Ambohimanga,
2. Le Vonizongo[1],[3], occupant l'angle nord-ouest, avec Fihaonana[4] comme capitale,
3. Le Marovatana, situé au Sud du Vonizongo, avec Ambohidratrimo comme capitale,
4. L'Ambodirano, situé au Sud du Marovatana, avec pour capitale Fenoarivobe du district de Fenoarivobe,
5. Le Vakinisisaony (ou Vakinisaony), au Sud de l'Avaradrano, avec pour capitale Alasora et ensuite Andramasina,
6. Le Vakinankaratra, dans le Sud, avec Betafo comme capitale.

Au centre, la ville de Antananarivo occupe la fonction de capitale du royaume
À ces six provinces s'ajoute un territoire, à statut ambigu, Imamo, dans l'Ouest, parfois rattaché à l'Ambodirano, parfois considéré à part, en raison de particularités culturelles historiques.

## Économie et société
L'économie traditionnelle est dominée par la culture du riz. Les villages étaient souvent bâtis en hauteur et équipés de solides fortifications, constituées de fosses défensives de plusieurs rangées (hadivory) et des murailles (tamboho) pouvant atteindre plusieurs mètres de hauteur, fermées par d’énormes disques de pierre. Pour perpétuer les traditions ancestrales éventuellement sud-orientales, les habitations des nobles étaient en bois tandis que celles des gens du commun étaient en terre battue.

### Développement agricole
Andriamanelo fut le premier souverain des hautes terres à transformer les marais des plaines en rizières irriguées, grâce à la construction de digues dans les vallées autour d'Alasora. Sous le règne d'Andrianjaka, les plaines entourant Antananarivo furent progressivement aménagées en vastes rizières à haut rendement, assurant des surplus agricoles. Cette réalisation fut accomplie en mobilisant un grand nombre de sujets valides pour ériger des digues, permettant de canaliser les eaux de pluie et de maîtriser l'inondation des parcelles cultivées.

### Technologie
Andriamanelo est traditionnellement crédité de la découverte des techniques de l'orfèvrerie, de la sidérurgie et de la construction ainsi que de l'utilisation des pirogues. Bien que ces tec4hnologies n'aient pas été découvertes durant son règne, Andriamanelo fut probablement l'un des premiers souverains de l'Imerina à en faire un usage à grande échelle.

## Religion et culture

### Religion
La religion traditionnelle vazimba et merina (comme pour la majorité des malgaches) était monothéiste avec à son sommet le Créateur appelé Zanahary (dès l'époque vazimba et néo-vazimba) ou (plus tard, à partir de l'arrivée des hova néo-austronésiens) Andriana(na)hary ou Andriamanitra (rajout du préfixe Andriana apporté par les hova néo-austronésiens).
Le sacré ou masina tenait une place centrale dans tous les aspects de la vie sociale. Les hommages au souverain, assimilé à tort à une divinité, étaient qualifiés de fanasinana, « sacralisation » plutôt que de « sanctification ».
Les vazimba-merina d'antan croyaient que l'esprit était l'essence même de l'être humain (Ny fanahy no olona). Ils pensaient aussi qu'après la mort, les esprits des défunts rejoignaient le monde des ancêtres, un monde parallèle localisé parfois sur une haute montagne. Ces esprits en rapport avec les êtres vivants (y compris parfois les animaux) étaient de plusieurs sortes, parmi lesquels les « doubles » (ambiroa, avelo), les « ombres » (tandindona) ou les « fantômes » (matoatoa).
Il y avait des prêtres spécifiques ou mpisorona aux cérémonies, mais il y avait aussi des shaman-guérisseurs (ombiasy) ou des astrologues (mpanandro) faisant office de spécialistes du sacré et des relations avec les « forces invisibles ». Ces derniers combattaient également les mpamosavy, considérés comme des sorciers maléfiques. En rapport avec le service de la royauté se développa ensuite tardivement le culte des sampy ou palladiums sacrés.
Les coutumes comprenaient et comprennent toujours la circoncision des jeunes garçons (entre 5 et 12 ans), coutume d'origine austronésienne (on la trouva chez les anciens Polynésiens) et/ou sémite et, pour les funérailles, la pratique du famadihana ou réinhumation périodique des restes mortuaires dans des caveaux mégalithiques collectifs (coutume que les merina ont en commun avec les Betsileo). Les activités sociales merina culminaient avec la célébration annuelle du Fandroana, à la fois fête du Bain sacré, de la sacralisation de la royauté, de la famille et du nouvel an.

### Musique

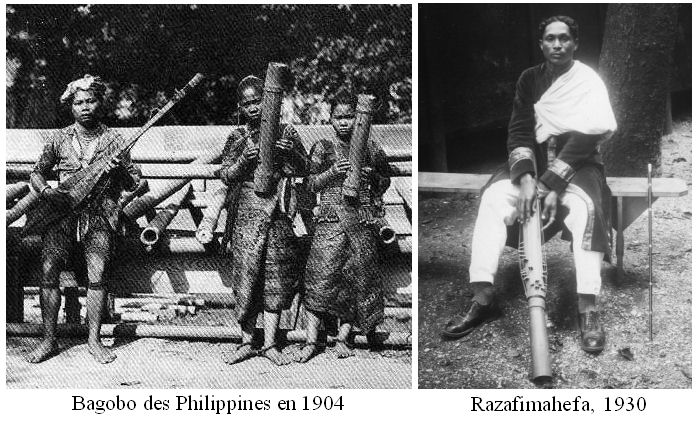
Joueurs de valiha des Philippines et de Madagascar.

Le hira gasy ou vakodrazana synthétise toutes les formes musicales capitalisées par les Merina durant des millénaires. Les instruments de musique traditionnels des Merina comprenaient le valiha, le sodina (flûte, cf malais suling), le lokanga (sorte de violon), la guimbarde et différents types de tambour. Ces instruments n'étaient toutefois pas utilisés par les Merina spécifiquement, mais aussi par d'autres ethnies de l'île. Les Merina appréciaient beaucoup les poèmes qu'ils arrangeaient sous forme de hain-teny, un genre littéraire que l'on retrouve également chez tous les autres peuples malayo-polynésiens.

### Habillement
Du temps des Vazimba-Hova, l'habillement était — comme pour tous les proto-austronésiens — végétal à base de chanvre (rongony). À l'époque féodale merina, du fait des nouveaux apports néo-austronésiens indonésiques, le peuple adopta la soie sauvage (landy be).
Les costumes traditionnels : le sikina (sarong), le lamba et le salaka, se retrouvent un peu partout dans le monde nusantarien. À Madagascar, seuls quelques documents anciens rappellent ce que portaient les ancêtres des Merina. Les photos étant rares. Le salaka et du sikina (kitamby, sarimbona) étaient portés dans toutes les régions de l’île y compris en Imerina. En Indonésie par contre, ces vêtements sont encore portés lors des fêtes traditionnelles.
Raintovo, dans son livre « Antananarivo fahizay » parle de ces Tananariviens qui se perçaient les oreilles (haban-tsofina) pour devenir les « Ambaniandro aux longues oreilles » (Merina Lava Sofina) et des jolis tatouages (Tombokavatsa ou tombokalana) que se faisaient les jeunes à l’époque. On retrouve ces deux coutumes dans toute l’archipel indonésien mais surtout à Kalimantan. De même, les jeunes Merina ont pour habitude de noircir leurs dents avec des produits végétaux (tambolo, laingo'na bongo). Les femmes Merina ornent leurs épaules et leurs poitrines de tatouages à base de mixture de charbon de bois et de sève de morelles. Généralement, les motifs de tatouages en Imerina sont des points de feston ainsi que des figures géométriques similaires à ceux des tribus Dayak à Kalimantan.

## Relations extérieures

### Relations avec les Européens
Andrianjaka serait le premier souverain merina à avoir accueilli des Européens vers 1620. Il aurait pratiqué le commerce d'esclaves en échange d'armes à feu et de poudre, utilisant ces moyens pour soumettre les principautés rivales. Selon les sources, il aurait ainsi obtenu cinquante fusils et trois barils de poudre à canon pour équiper son armée.